# Funäsdalen
Funäsdalen (Bienjedaelie in lingua sami meridionale) è una località svedese del comune di Härjedalen, nei pressi del confine norvegese. Nel 2018 contava 992 abitanti.
Stazione sciistica inclusa nel comprensorio del Funäsfjällen, ha ospitato una tappa della Coppa del Mondo di sci di fondo 1992 e numerose competizioni minori sia di sci alpino sia di sci nordico.